# Carl Johansson i Avlösa
Carl Gottfrid Johansson, Johansson i Avlösa, född 9 december 1851 på Visingsö, Jönköpings län, död där 13 januari 1913, var en svensk hemmansägare och riksdagsman. Han var gift med Eugenie Johansson, född von Tell, (1853–1925). 
Johansson var hemmansägare i Avlösa på Visingsö. Han var som riksdagsman ledamot av riksdagens andra kammare 1897–1910, invald i Vista och Mo häraders valkrets.